# Parti libéral du Sri Lanka
Le Liberal Party of Sri Lanka (Parti libéral du Sri Lanka) est un parti politique srilankais, fondé en 1981, membre de l'Internationale libérale et du Conseil des libéraux et démocrates asiatiques.